# Akrobati
Romaneto Akrobati od Jakuba Arbese líčí příběh setkání autora s umělci – akrobaty, kteří s vášní propadli svému druhu umění a staví jej výše než cokoli jiného ve svém životě a jsou pro možnost toto umění provozovat ochotni obětovat mnoho ze svého života.
Příběh začíná autorovým uvězněním za politické prohřešky, jichž se dopustil jako redaktor Národních listů. Více než rok mu byl uložen strávit ve vězení v České Lípě. Zde jako vězeň propadá různým myšlenkám a snaží se hlavně ukrátit si dlouhou chvíli. K tomu využije i černého kocoura, který kolem vězení každou noc pobíhá. Postupně se mu plaché zvíře podaří díky poskytování jídla nalákat do cely k sobě. Tam jej učí různým zábavným kouskům: přemetům, skokům, apod. Kocour si na něj zvykne a přichází za ním pravidelně.
Vězňova počínání si všimne v těsném sousedství vězení bydlící mladá žena, které kocour patří. Po tomto kocourovi se pak začne rozvíjet korespondence mezi vězněným autorem a mladou ženou, která vyústí ve vzájemnou náklonnost a vřelé přátelství.
Po propuštění se autor vrátí domů do Prahy k ženě a dětem, kterým se zmíní o všech podrobnostech vězeňského pobytu. Na základě jeho vyprávění pak jeho manželka pozná v jedné z návštěvnic jízdárny mladou ženu, s níž si ve vězení dopisoval. Autor i mladá žena, Eldora, utužují své přátelství častými setkáními v jejím bytě i na procházkách Prahou. Autor o této neznámé ženě, kterou považuje za velmi pozoruhodnou, postupně zjistí, že je vdaná, ale nemiluje svého manžela, kterého si brala pouze ve velké finanční tísni, do níž se dostala se svým otcem, věhlasným akrobatem. Mladá žena mu pak s vášní, zaujetím a zasvěcenou znalostí vypráví vše možné o akrobatech, jejich výcviku, drezuře zvířat a přístupu k nim. V praxi mu předvádí, jak daleko došla ve výcviku černého kocoura, který sloužil jako posel jejich zpráv ve vězení. Svěří mu i své domácí trápení se svým bohatým a ji milujícím mužem, kterého ona však nemá ráda, ale naopak obdivuje jednoho akrobata v jízdárně, kam téměř denně dochází na představení sledovat jeho odvážné a neuvěřitelné výkony s vrháním nožů za jízdy na koni. Sama touží stát se také akrobatkou a vystupovat před lidmi jako její otec.
Při jednom z představení se její obdivovaný akrobat zraní a musí s vystupováním v jízdárně přestat ze zdravotních důvodů. Eldora se s ním pak často schází jako s nějakým milencem. Jednoho dne je pak autor postaven před hotovou věc a stane se nechtěně prostředníkem oznámení o Eldořině odchodu od manžela někam pryč. Od té doby se o ní nedozví žádné zprávy.
Po několika letech ji pak náhodně potká v bavorském Řezně, kde s oním akrobatem vystupují ve společném představení. V rámci tohoto představení, v němž společně s nimi vystupuje i černý kocour, je Eldora vinou chyby tohoto kocoura smrtelně zraněna vrženým nožem. Autor má možnost být ji nablízku v posledních okamžicích jejího života. Zde, v samém závěru příběhu, se dozvídá, že tento akrobat je její dosud neznámý bratr. Sama Eldora nelituje svého zranění ani blížící se neodkladné smrti, ale projevuje radost a uspokojení nad životem, který mohla několik posledních let žít a při němž mohla své umění předvádět lidem. Její odchod od manžela a společná vystupování s bratrem jsou vlastně jistým druhem její oběti pro umění i pro bratra, který by jinak po svém zranění nemohl zůstat existenčně zajištěn.
Po jazykové stránce je celý příběh prokládán bohatými a romantickými popisy přírody venkovské i životního prostředí dobové Prahy. Velmi podrobně a se zaujetím se autor zabývá myšlenkovými pochody jednotlivých postav a snaží se o logická vysvětlení jejich rozhodnutí a způsobů chování. Zároveň se snaží, s ohledem na dobové znalosti a zvyklosti, vysvětlit odborně princip drezury zvířat a vůbec odborného přístupu k nim pro možnost jejich využití k akrobatickým a jiným kouskům.

## Dílo online
- Digitalizovaná vydání díla Akrobati v České digitální knihovně
- ARBES, Jakub. Akrobati. Praha: J. Otta, [1898]. 163 s. Dostupné online.